# Muurschildering De Roggeveen

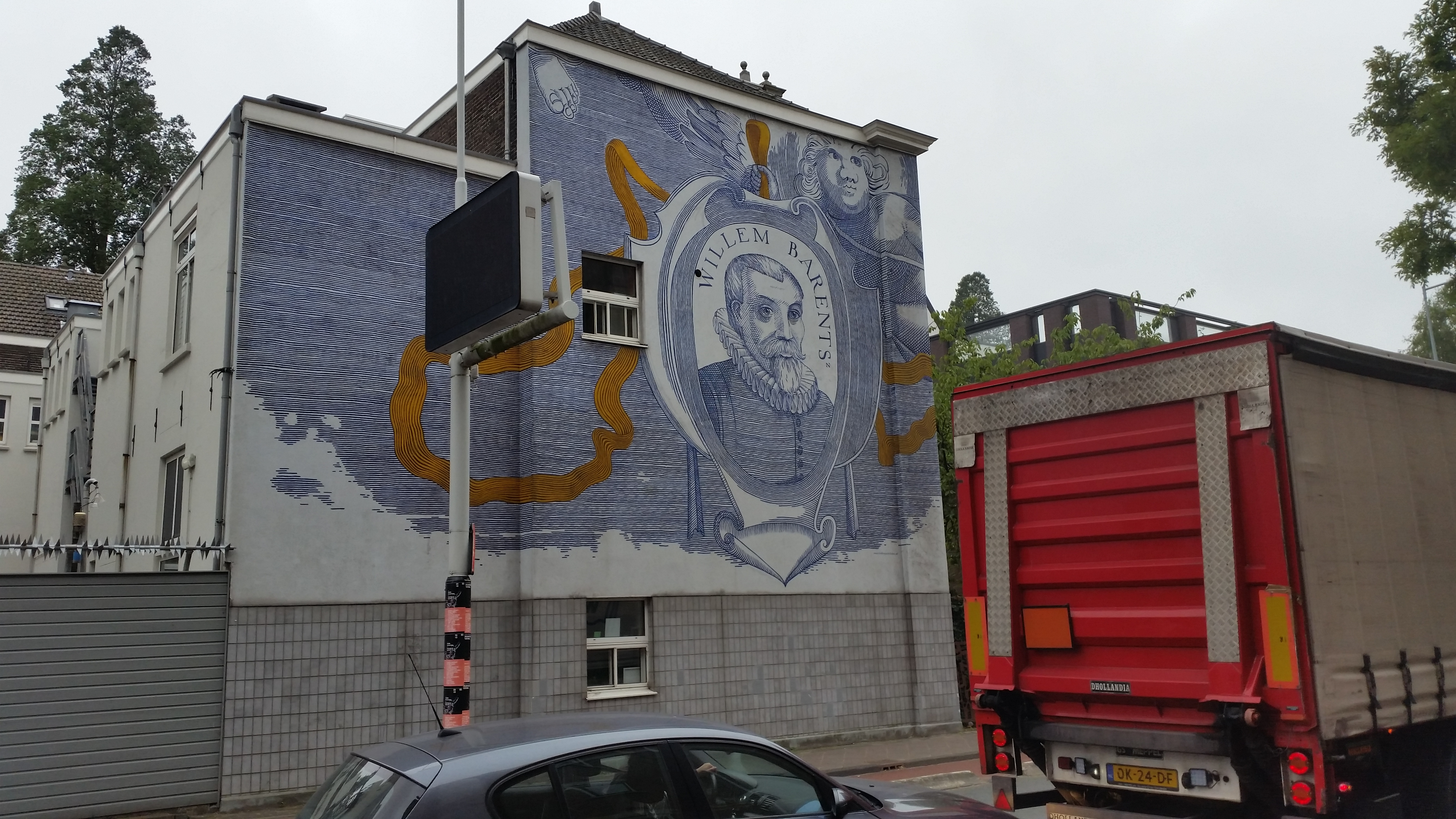
Muurschildering De Roggeveen (tableau 4, augustus 2018)

Muurschildering De Roggeveenstraat is een muurschildering in Amsterdam-Centrum, Zeeheldenbuurt. Ontwerpster en schilderes van het geheel is Klaartje Bruyn van Bont & Bruyn.
De Roggeveen is een zorgcentrum van HVO Querido, een instelling voor maatschappelijk opvang en begeleid en beschermd wonen. Het gebouw is vernoemd naar de Roggeveenstraat, die op haar beurt is vernoemd naar ontdekkingsreiziger Jacob Roggeveen. Roggeveen probeerde Zuidland te bereiken, maar vond Paaseiland. Sommige gebouwen aan De Roggeveenstraat en De Roggeveen hebben bijna blinde muren aan de Van Diemenstraat. Die is op haar beurt vernoemd naar Antonio van Diemen, die Abel Tasman opdracht gaf Australië te verkennen. De muurschildering laat echter noch Roggeveen, noch Van Diemen zien, ze handelt over Willem Barentsz, die dezelfde streek als einddoel had, maar die via een noordelijke route probeerde te bereiken, de Barentszstraat en het Barentszplein liggen vlakbij.
Er zijn vier tableaus:
- tableau 1: Een zeilschip dat net buiten het kader is gevaren en een totaal zeilschip op weg met daarboven de zon en bijzonnen en halo’s, de pas veel later ontdekte Arctische luchtspiegelingen. Onder de schildering de naam van de opdrachtgever Stadsdeel Westerpark en sponsor Het Scheepvaartmuseum (toen nog Nederlands Scheepvaartmuseum Amsterdam geheten).
- tableau 2: een zeekaart, een samenraapsel van oude zeekaarten
- tableau 3:een kaart van het Noordpoolgebied met daarop Groenland, IJsland en natuurlijk Nova Zembla met Het Behouden Huys; laatste verblijfplaats van Barentsz. Linksonder is het kleine Hollandia te zien. Naar gebruik van de 17e eeuw zijn verspreid over de kaart een aantal walvissen te zien (dit deel kwam als laatste tot stand; er moest een hoogwerker aan te pas komen)
- tableau 4: een portret van Willem Barentsz met lint en rechtsboven een engel.

Het geheel is gesigneerd met "www.letterschilder.nl", gelieerd aan Bont & Bruyn. Klaartje Bruyn heeft in Amsterdam nog een vierluik op haar naam staan, getiteld WEST.